# Monotip
|  | Aquest article tracta sobre el tipus d'embarcació de vela. Si cerqueu la varietat d'impressió planogràfica, vegeu «monotípia». |

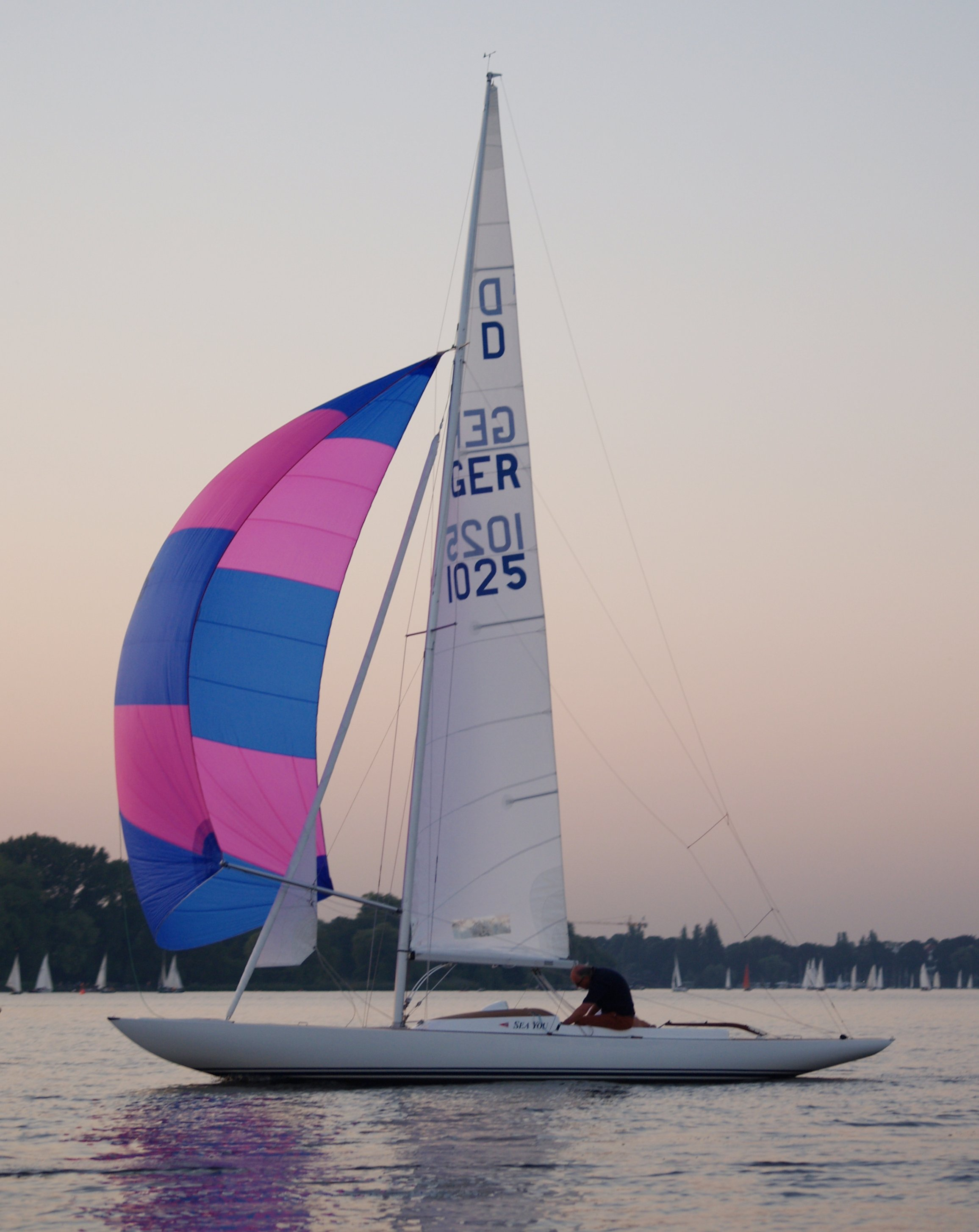
El Dragon és un monotip de 2 a 4 tripulants.

Monotip (en idioma anglès one-design, en idioma francès monotype) és un tipus d'embarcació de vela esportiva (iot de vela) de dimensions i forma normalitzades, de manera que tots els exemplars construïts tinguin les mateixes característiques i puguin per tant ser emprats en regates i competicions de vela, de manera que l'habilitat dels regatistes no es vegi condicionada per les característiques de cada embarcació. El terme es fa servir sobretot per denominar a les diferents categories de vaixells de vela de competició reconeguts per la Federació Internacional de Vela (ISAF), si bé és aplicable a altres pràctiques esportives que requereixen l'ús d'equip complex, especialment el vol a vela i les competicions automobilístiques, en les quals s'empra el terme equivalent "fórmula".

## Història

El Morbihan va ser el primer monotip francès.

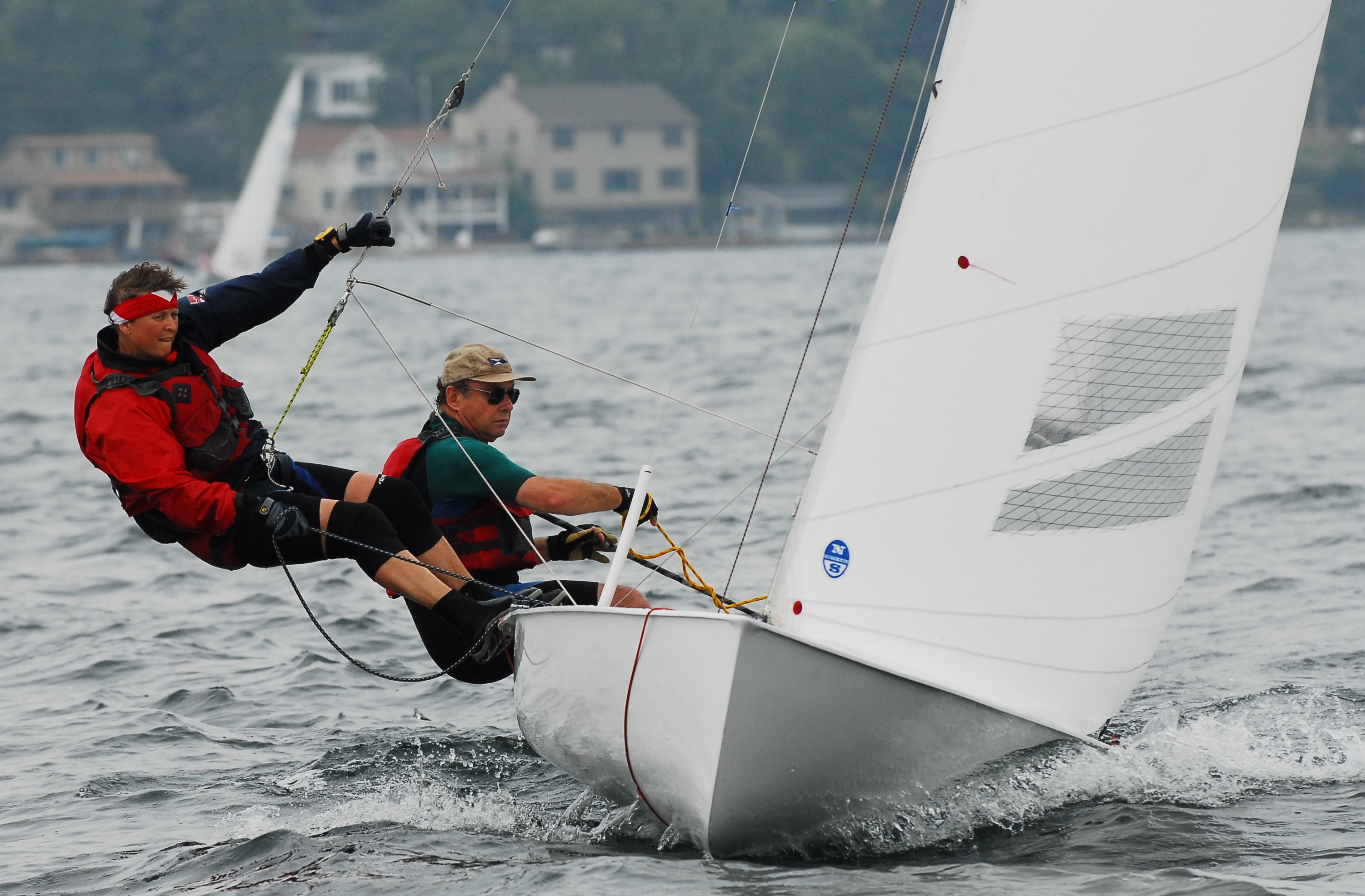
Tripulants d'un Flying Dutchman fent ús del trapezi.

Des de l'inici de la pràctica regulada de la competició a vela al segle xviii es va veure la necessitat d'imposar una norma que aportés homogeneïtat a les naus. Les embarcacions emprades en aquesta època eren adaptades per a la competició a de diversos orígens i, per tant, molt heterogènies. Es van veure afavorides per a la velocitat aquelles amb una eslora major en relació al seu arqueig, així com determinats plànols vèlics amb major superfície o que permetien una millor navegació amb vents cenyits. D'aquesta manera es va imposar la idea d'assignar un handicap a aquelles embarcacions en avantatge per permetre una competició més equànime entre els diferents participants com ja es feia per exemple en l'hípica, o bé una fórmula d'arqueig homogènia per a totes les embarcacions.
No va ser fins al Segle XX, amb l'auge de l'olimpisme i la pràctica de l'esport, que es va veure la necessitat de regular la seva pràctica de manera més estricta. En esports com la vela els avanços tècnics atorgaven grans avantatges en la pràctica esportiva a aquelles embarcacions més modernes.
La primera embarcació concebuda com a monotip va ser el Water Wag, creació de l'irlandès Thomas B. Middleton, del Shankill Corinthinan Sailing Club, qui en 1886 va idear una senzilla embarcació amb aparell de sloop i uns 4m d'eslora per a la pràctica esportiva de la vela i el rem. La idea es va popularitzar en diverses parts de l'Imperi Britànic, construint-se nombrosos exemplars d'est i altres dissenys similars. El model segueix navegant-se en l'actualitat i conserva la construcció clàssica en fusta amb veles de cotó en la majoria d'embarcacions. El Water Wag Club navega tradicionalment els dijous, d'abril a setembre des del port de la localitat costanera de Dun Laoghaire, al sud de Dublín.
A França, es va crear en 1891 el Morbihan, dissenyat per Emile Soinet de la Société Nautique de Lorient, si bé va tenir escassa difusió.
Uns anys després va tenir gran importància el Solent, dissenyat per HM White i construït a partir de 1895 després de discussions en 1893. Eren vaixells de 12,6m i aparell de cúter. Va gaudir de gran popularitat a la zona de Solent, Southampton i Portsmouth, però cap a 1907 la introducció del Metre Rule va acabar amb el disseny.
En les primeres dècades del Segle XX van tenir gran influència els dissenys de Uffa Fox (1898–1972), un anglès entusiasta de la vela que va desenvolupar nombrosos monotips, alguns dels quals se segueixen usant avui dia: Albacore, International 14, National 12, Jet 14, Firefly, Flying Fifteen i Scorpion. Va ser a més el introductor de novetats com a superfícies de planatge en el casc que van permetre aconseguir velocitats inusuals en l'època.

## En els Jocs Olímpics

El Dinghy de 12 peus, de 2 tripulants, fou el primer monotip olímpic, participant en els jocs de 1920 i 1928.

La vela forma part del programa olímpic modern des dels primers jocs a Grècia en 1896. En ells no obstant això, no es va poder disputar la prova a causa del parer a la falta de vaixells adequats per a algunes nacions participants.
Les primeres competicions de vela olímpiques es van disputar l'any 1900 en els ports de l'Havre i Meulan. En aquestes regates es van aplicar categories basades en la Regla Godinet, que classifica les embarcacions segons la seva eslora, tonatge, superfície vèlica i amplària del casc. Altres fórmules d'estimació es van aplicar en edicions successives fins a la Segona Guerra Mundial, tals com la Metre Rule, la Square Metre Rule o la Jaugue Chemin de Fer francesa (vegeu més a baix).
El primer monotip olímpic va ser la barca (dinghy) de 12 peus, dissenyat per l'afeccionat britànic George Cockshott en 1912, que va participar en les olimpíades de 1920 a Anvers, amb tan sols dos vaixells, tots dos holandesos. La Metre Rule es va seguir aplicant per a embarcacions majors Fins a la II Guerra Mundial, però per les de menor grandària s'empraren monotips presentats cada any per les nacions amfitriones: el Monotip Nacional Francès en 1924, Snowbird en els jocs de 1932 a Los Angeles o l'O-Jolle alemany de 1936. En 1932 a més, va iniciar la seva participació el Star, que seria un dels monotips més longeus en la història olímpica, ja que ha romàs al programa olímpic fins a 2011, quan va ser eliminat.
Després de la guerra es regularitza la pràctica esportiva basant-la en monotips de diferents grandàries i característiques. Al llarg dels anys diversos monotips s'han eliminat de les competicions oficials per considerar-se obsolets o poc competitius i s'han introduït models nous. En total 46 models han participat al llarg de la història de les olimpíades modernes. Molts dels monotips eliminats continuen sent molt populars en regates no olímpiques.
La Federació Internacional de Vela (ISAF), coneguda com a International Yatch Racing Union (IYRU) fins a 1996, és l'organisme que regula la pràctica de la vela esportiva a nivell mundial. El Comitè Olímpic Internacional (COI) reconeix la seva autoritat quant al reglament i a la selecció de les diferents modalitats i embarcacions participants en les olimpíades. La ISAF organitza el Campionat Mundial de Vela Olímpica tots els anys previs a l'Olimpíada d'Estiu, com a prova classificatòria. En aquests campionats competeixen les diferents categories olímpiques i dels millor classificats s'extreuen els participants en les Olimpíades.

## Regulacions

El 470 és classe olímpica des de 1976 en homes i 1988 en dones.

En l'actualitat s'utilitzen tres modalitats de competició nàutica, el handicap, les fórmules i els monotips.

## Regles de handicap
Quan s'aplica un handicap s'apliquen diverses fórmules tradicionals regulades per diferents organismes federatius per calcular l'avantatge relatiu de les diverses embarcacions competidores en una regata. Les més importants; amb diferents variants són: Portsmouth Handicap Scheme, Performance Handicap Racing Fleet a Amèrica del Nord, Leading Yard Estic als països nòrdics o la International Measurement Rule, que va substituir a l'anterior International Offshore Rule. Aquestes fórmules assignen una correcció de temps en segons per a cada embarcació i recorregut, en funció de l'estimació empírica de la seva velocitat. En tal cas els requisits de la construcció de les embarcacions competidores es defineixen de manera menys estricta.
Si ben els monotips estan pensats per competir amb vaixells de la seva mateixa classe, també poden usar el sistema de handicap quan s'enfronten en una mateixa regata models diversos. D'aquesta manera existeixen unes taules que atorguen una bonificació en segons a aquells models més lents en funció també de la força del vent. D'aquesta manera, si per exemple s'enfrontés un Snipe, amb un Optimist (un monotip d'iniciació més lent) s'aplicaria a cadascun, per exemple, el seu Nombre de Portsmouth (PN) determinat empíricament, si s'aplica el Portsmouth Handicap Scheme o Portsmouth Yardstick, el mètode més comunament emprat. Si el Snipe (PN 92) emprara una hora (3600 segons) a fer un recorregut, enfront d'un Optmist (PN 124) que fes el mateix recorregut en 1h 20' (4800 segons), els seus temps efectius serien:
{\displaystyle {\frac {3600}{92,5}}\ 100=3892s\quad {\text{per al Snipe,}}\qquad {\frac {4800}{124}}\ 100=3871s\quad {\text{per al Optimist}}}
D'aquesta manera l'Optimist guanyaria la carrera. Les taules s'actualitzen cada any i depenen de diversos factors.

## Les fórmules nàutiques
Una categorització del handicap són les anomenades fórmules nàutiques que agrupen les embarcacions en categories de vaixells diferents però de grandària i característiques comparables. S'usa sobretot, en iots de major grandària i atorga, dins dels límits de forma i grandària de cada classe, llibertat de disseny als constructors que desitgin cenyir-se a una categoria. Posteriorment s'aplica un handicap als participants en funció de la classe en la qual s'inclogui l'embarcació. Per establir aquestes categories s'empran diverses fórmules matemàtiques que mesuren diferents característiques del vaixell.
Les primeres normes es van basar en les regulacions fiscals existents per estimar el tonatge dels bucs de càrrega en funció del volum del seu casc. A causa de la complexitat geomètrica de les formes corbes del buc s'empraven diverses fórmules per estimar el tonatge en funció de mesures globals. Una d'aquestes normes, emprada amb freqüència en competicions de finalitats del Segle XIX va ser la Regla Godinet esmentada anteriorment. Va ser creada a França en 1892 i es va fer servir en les Olimpíades de 1900.
La més notable és sens dubte la Regla Internacional (International Rule o Metre Rule). És el patró al voltant del qual s'ha organitzat la competició nàutica d'embarcacions grans al llarg del segle xx. Es va definir en 1907 per part de la International Yatch Racing Union (IYRU), antecessora de la ISAF. Ha anat evolucionant i té nombroses variants, com la 12 Metre Rule, emprada durant un llarg període en la Copa Amèrica de vela. En la seva forma original de 1907 es definia com:
{\displaystyle {metres}={\frac {E+M+1/2G+3d+1/3{\sqrt {S}}-F}{2}}}
- {\displaystyle E} = eslora de flotació
- {\displaystyle M} = mànega

mesures del chain girth (CG) i el skin girth (SG)

- {\displaystyle G} = chain girth (perímetre vertical convex de l'obra viva / 2)
- {\displaystyle d} = diferència entre l'anterior i el perímetre còncau (skin girth)
- {\displaystyle S} = superfície vèlica
- {\displaystyle F} = francbord

La regla es va batejar Metre Rule o regla del metre, però atès que es va desenvolupar a Gran Bretanya s'empraven amb freqüència unitats imperials angleses. Cal indicar que el resultat de la fórmula no indica necessàriament la grandària del vaixell, sinó una estimació global; els vaixells de la classe 6 metres solen tenir entre 10 i 12 metres d'eslora.
Altres regles similars són la Square Metre Rule, emprada als països escandinaus, o la Universal Rule, usada en les primeres edicions de la Copa Amèrica.
Un tipus de regles que s'aplica, per exemple als iots de les Classe Internacional són les trucades Box Rule, que defineixen els límits màxims en les dimensions i alguns altres paràmetres de la construcció. Originàriament se suposava que l'embarcació hauria de poder encaixar dins d'una caixa (box) imaginària de les dimensions màximes admeses.

## Els monotips
Els monotips són embarcacions amb característiques definides amb diferents graus de tolerància, generalment de petita grandària. Els monotips més importants per a la pràctica esportiva són aquells reconeguts per la Federació Internacional de Vela (ISAF) a les Classes Internacionals. Aquesta organització ha servit a través dels anys per posar ordre en la pràctica esportiva davant el devessall de nous dissenys, sobretot a partir dels anys 70. Dins de les Classes Internacionals, les Classes Olímpiques són les que participen en les diferents categories de vela de les Olimpíades. Les embarcacions de grandària superior i aquelles d'origen tradicional que participen en competicions esportives es defineixen de manera més laxa. En total es defineixen les següents classes de monotip:
Monotips de construcció regulada

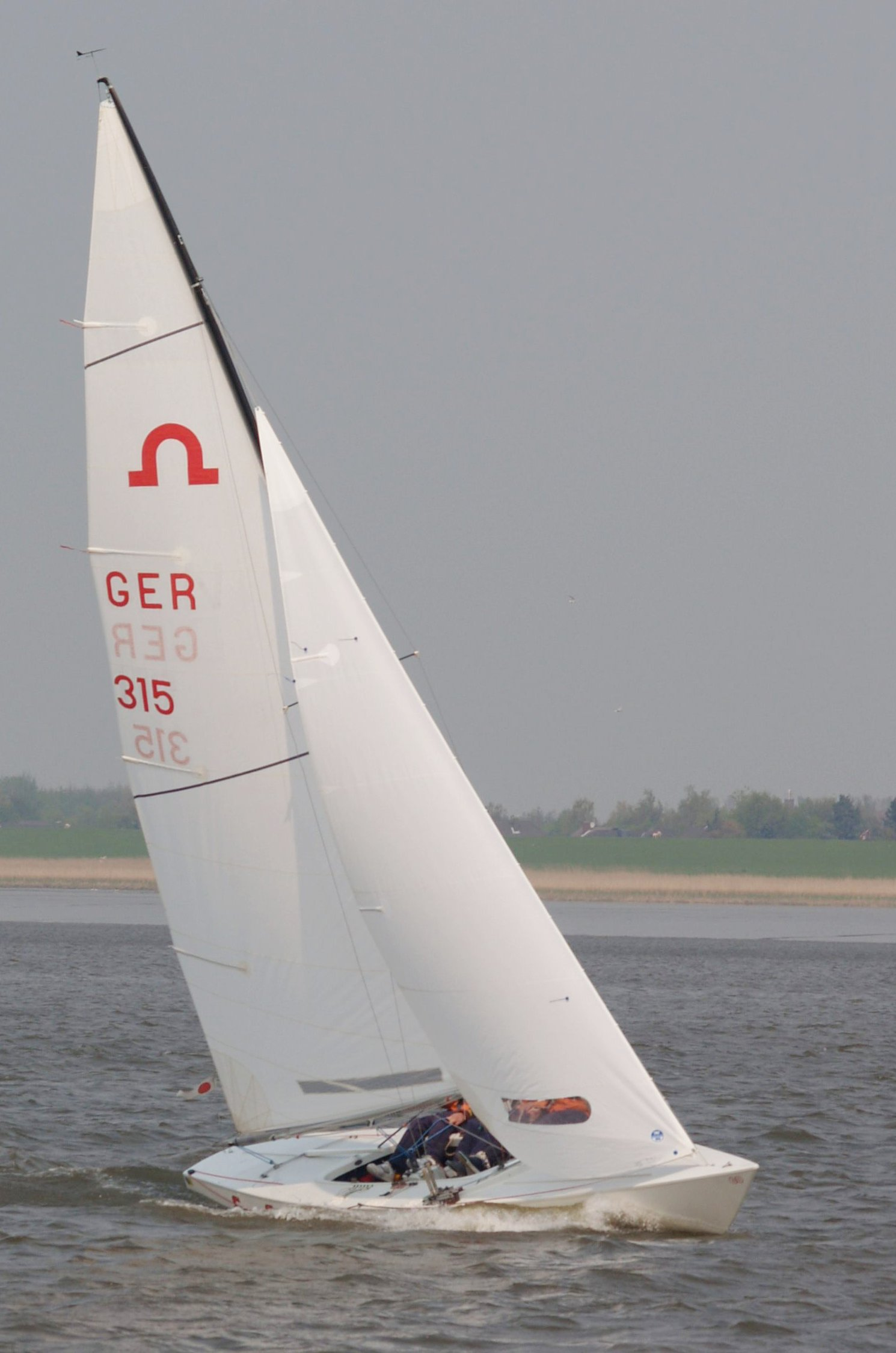
El Soling és un monotip molt popular que va ser classe olímpica de 1972 a 2000. Cada monotip té un símbol que llueix en les veles.

Són aquells amb característiques constructives més estrictament definides. Les classes olímpiques pertanyen a aquesta categoria. En la seva majoria són vaixells de dimensions reduïdes, d'un o dos tripulants. Per a una major uniformitat, la construcció es realitza amb freqüència per part d'una única marca que posseeix la patent (en anglès SMOD, Single Manufacturer One Design) o per un nombre reduït de fabricants autoritzats, tals com Laser Performance, RS Sailing, Melges o J/Boats.
D'aquestes embarcacions es d'esperar, excepte pel manteniment que hagi rebut cadascun, cada exemplar sigui idèntic a qualsevol altre dins de la seva classe, de manera que l'únic factor determinant en l'èxit d'una competició nàutica sigui l'habilitat dels tripulants.
Monotips de mesures regulades
En aquesta classe les mesures generals estan definides encara que de manera menys rigorosa que en l'anterior. Exemples dins d'aquesta categoria són els monotips Optimist,470, Snipe o Etchells. Aquests monotips solen permetre també major llibertat en l'elecció de mastelers, veles o aparells.
Aquests entrarien en les categories definides anteriorment en les fórmules nàutiques. Aquests vaixells es defineixen segons les seves mesures màximes i algunes característiques addicionals tals com la seva estabilitat i tenen per tant major llibertat de disseny, per la qual cosa s'allunyarien del concepte estricte de monotip. Els vaixells que compleixin aquestes regles (box rule en anglès o gauge en francès) poden entrar en competició entre si sense que s'apliqui handicap. Exemples d'aquest tipus són embarcacions de major grandària tals com la Classe 40, TP 52l o la Open 60.
Monotips de desenvolupament
Certs monotips es defineixen per les seves dimensions i trets generals de manera més oberta, de manera que s'afavoreix la possibilitat que posteriors desenvolupaments tècnics millorin les característiques del tipus. Exemples són el International 14 o el Moth, que ha anat evolucionant des d'un casc de fons pla, amb forma de gavarra a un casc estret amb forma de esquife i posteriorment un planador hidroala que li permet aconseguir velocitats de fins a 25 nusos.

## La classe internacional
La ISAF reconeix les següents set categories de monotips de competició:

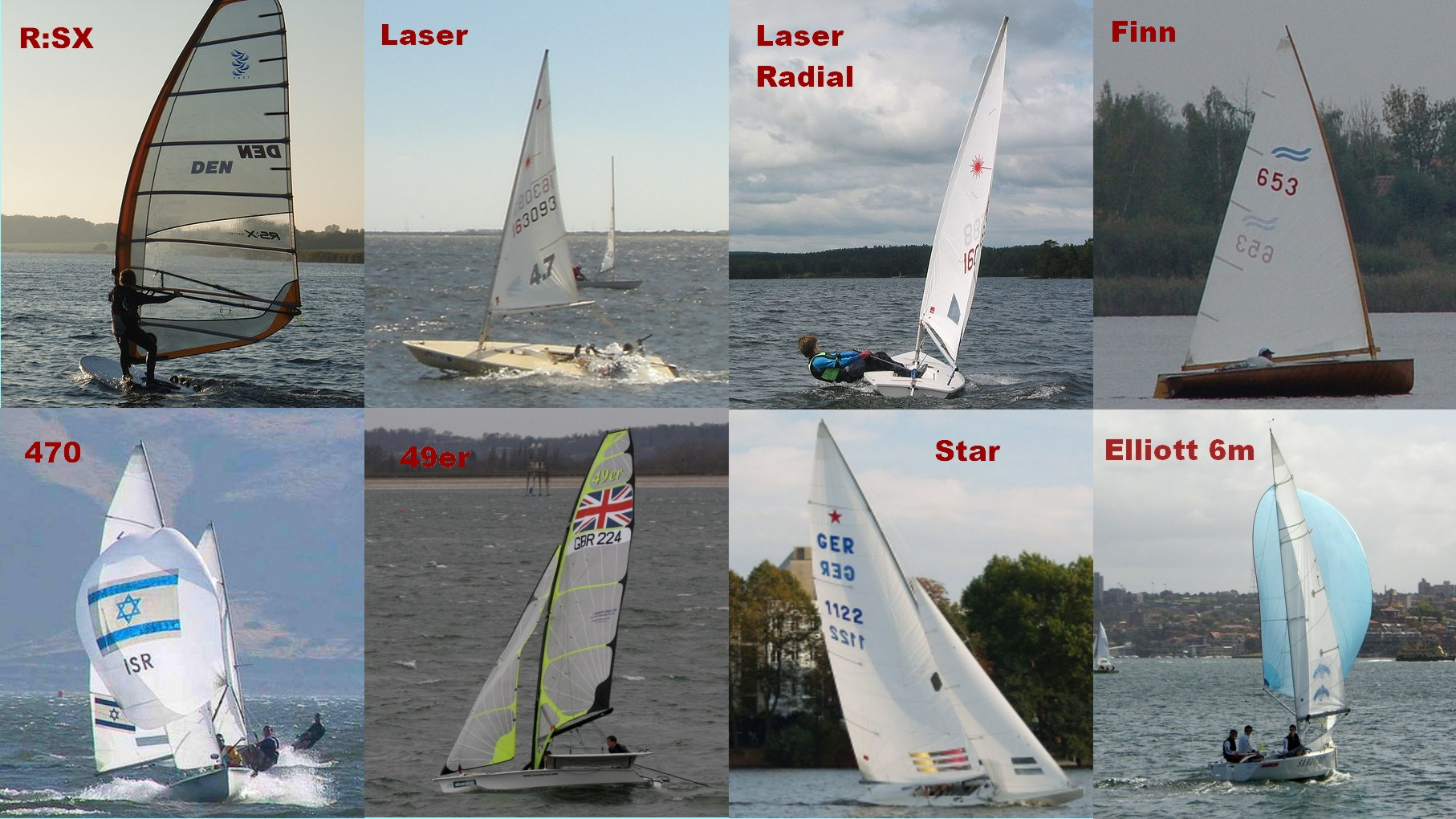
Els vuit monotips participants en l'Olimpíada de Londres de 2012 (el Laser que es mostra és un Laser 4.7, no el model olímpic)

Classe Olímpica
Són els monotips que competeixen actualment en les Olimpíades. Pertanyen a més a la seva categoria corresponent:
| - 470 - 49er - 49erFX - Elliott 6m - Finn - RS:X - Láser - Laser Radial - Nacra 17 |

Embarcacions amb orsa
| - 29er - 420 - 470 - 49er - 49er FX - 505 - B14 - Byte - Cadet - Contender | - Enterprise - Europe (clase olímpica femenina 1992 - 2004) - Finn - Fireball - Flying Dutchman (clase olímpica 1960 - 1992) - Flying Junior - GP14 - International 14 - Láser - Laser 4.7 | - Laser II - Laser Radial - Lightning - Mirror - Moth - Musto Performance Skiff - O'pen BIC - OK Dinghy - Optimist - RS100 | - RS 500 - RS Feva - RS Tera - Snipe - Splash - Sunfish - Tasar - Topper - Vaurien - Zoom 8 |

Embarcacions amb quilla

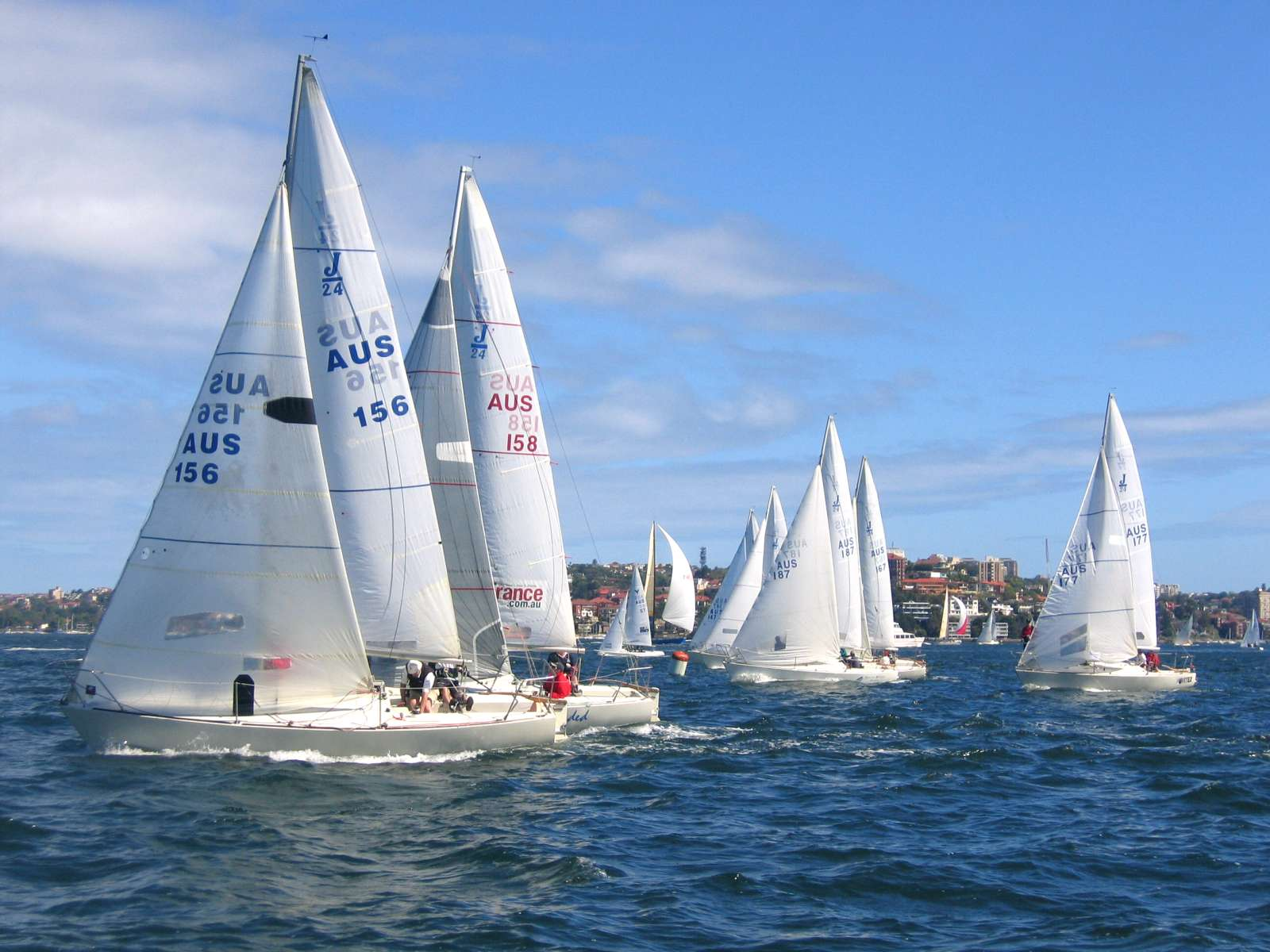
El J/24 és el monotip amb quilla més popular del món amb més de 50.000 afeccionats.

| - 12 Metre - 2.4 Metre - 5.5 Metre (classe olímpica 1952 - 1968) - 6 Metre (classe olímpica 1948) - 8 Metre - Hansa 2.3 - Hansa 303 - Hansa Liberty - Dragon (classe olímpica 1948 - 1972) - Elliott 6m | - Etchells - Flying Fifteen - H-Boat - J/22 - J/24 - J/70 - J/80 - Melges 20 - Melges 24 - Melges 32 | - Micro - Platu 25 - RC44 - SB20 - Shark - Soling (classe olímpica 1972 - 2000) - Sonar - Star (classe olímpica 1932 -1936, 1948 - 1972, 1980 - 2012) - Tempest (clase olímpica 1972 - 1976) - Yngling (classe olímpica femenina 2004 - 2008) |

Multi-buc

El tornado va ser un catamarà de categoria olímpica durant més de trenta anys

| - A-Catamaran - Dart 18 - Formula 16 - Formula 18 - Hobie 14 - Hobie 16 - Hobie Dragoon - Hobie Tiger - Hobie Wildcat - Nacra 17 | - Nacra Infusion - SL16 - Topcat K1 - Tornado (clase olímpica 1976 - 2008) - Viper |

Classe Mistral

| - Class 40 - Farr 30 - Farr 40 - International Maxi Association - J/111 - Open 60 Monohull - Soto 40 - Swan 45 - Swan 60 - TP52 | - X-35 - X-41 |

| - Marblehead - One Metre - RC A Class - Ten Rater |